# Vogel (geslacht)
Vogel (ook: Anthing Vogel) is de naam van een Nederlands, van oorsprong Duits geslacht dat vooral militairen en in de twintigste eeuw twee voordrachtskunstenaars en een actrice voortbracht; het werd in 1921-1922 en in 1976 opgenomen in het Nederland's Patriciaat.

## Geschiedenis
De stamreeks begint met de in Duitsland geboren en gevestigde Georg Vogel (1721-1797), landhuishoudkundige, Verwalter-Rentmeister Amt Triebel, pachter van dit Amt, Churf. Sächs. Amtsverwalter ald. Zijn zoon, Johann Heinrich Traugott Vogel (geboren 1758) wordt vermist tijdens de Napoleontische oorlogen tussen 1807 en 1812. Twee van zijn zonen vestigden zich in Batavia bij hun oom luitenant-generaal Carl Heinrich Wilhelm Anthing (1766-1823), bevelhebber der troepen van Staat in Nederlands-Indië 1816-1819 die hen als zijn pleegkinderen opvoedde. Met Carl Vogel begint de in Nederland gevestigde tak. In 1931 en 1933 werd ter nagedachtenis aan Anthing diens naam aan die van afstammelingen Vogel toegevoegd en ontstond de familienaam Anthing Vogel.
In 1921 werd het opgenomen in het genealogische naslagwerk Nederland's Patriciaat; heropname daarin volgde in 1976.

## Bekende telgen
Johann Heinrich Traugott Vogel (geboren 1758), vermist tussen 1807 en 1812.
- Wilhelm Heinrich Ferdinand Vogel (1801-1836), kapitein infanterie O.I.L., commandant van Anjer (Bantam), assistent-resident van Anjer, controleur landelijke inkomsten, ontvanger inkomende en uitgaande rechten, en havenmeester ald., Ridder Militaire Willems-Orde
- Carl August Theodor Vogel (1805-1893), kolonel infanterie, militiecommissaris te Alkmaar en te Leiden, Ridder in de Orde van de Eikenkroon
  - Wilhelm Heinrich Ferdinand Vogel (1835-1908), kapitein-ter-zee-administrateur, hoofdinspecteur van administratie Koninklijke Marine, Ridder in de Orde van de Nederlandse Leeuw, Officier in de Orde van Oranje-Nassau
  - Johan Amelius Karel Hendrik Willem Vogel (1837-1926), kolonel infanterie, commandant regiment grenadiers en jagers, Officier in de Orde van Oranje-Nassau
    - Karel Eduard Maria Vogel (1863-1935), kolonel titulair infanterie, burgemeester van Zevenbergen, Officier in de Orde van Oranje-Nassau
    - Adrien Louis Philippe Vogel (1866-1932), luitenant-kolonel titulair infanterie
    - Louis François Theodoor Vogel (1868-1919), majoor infanterie
    - Willem Hendrik Leon Vogel (1869-1941), majoor infanterie
    - Louis Albert Anthing Vogel (1874-1933) (naamswijziging K.B. 18 febr. 1933 nr. 30), voordrachtskunstenaar, docent welsprekendheid Hogere Krijgsschool te 's-Gravenhage en Rijksuniversiteit Leiden en Utrecht, letterkundige, reserve-luitenant-kolonel infanterie, Officier in de Orde van Oranje-Nassau; met hem begint de eerste tak Anthing Vogel. Hij trouwt 2e 1916 Ellen Buwalda (1890-1985), voordrachtskunstenares onder de naam Ellen Vareno.
      - Pauline Berthe Theodore (Tanja) Anthing Vogel (1919-1997), directrice balletstudio Tanja te Wassenaar; tr. 1e 1945-1948 Hendrik Isarin (1917-2000), acteur; tr. 2e 1954-1958 Ludovicus Theodorus Johannes (Louis) Meijs (1902-1995), kunstschilder; tr. 3de 1970-1975 Richard van den Bergh (1918-2008), vertegenwoordiger in schrijfmachines
      - Ellen Marie Elze Anthing Vogel (1922-2015), actrice, Ridder in de Orde van de Nederlandse Leeuw; tr. 1e 1945 Hans Jürgen Tobi (1916-2000), acteur, oud-directeur Rotterdams Toneel, oud-intendant Amsterdams Ballet, impresario te Amsterdam; tr. 3de 1976 Joan James Charles Maria Joseph Münninghoff (1925-2012), zakenman
      - Albert Theodore Leonard Carel Anthing Vogel (1924-1982), voordrachtskunstenaar, letterkundige, directeur Internationale Projektstudio Ornis, te ‘s-Gravenhage, schrijver van een biografie over de letterkundige Louis Couperus (1863-1923), Ridder in de Orde van de Nederlandse Leeuw; hij trouwt 4e 1960 Elisabeth Henriette van Hasselt (1927-2014), voormalig echtgenote van Albert Friedrich Paul Freiherr von Westenholz (1921-2011) en moeder van Caroline de Westenholz,  oprichter van het Louis Couperus Museum

  - Johan Heinrich Huibert Vogel (1842-1925), kolonel militaire admininistratie, Ridder in de Orde van Oranje-Nassau
    - Willem Hendrik Ferdinand Anthing Vogel (1871-1933) (naamswijziging K.B. 5 mei 1931, nr. 13), stamvader van de tweede tak Anthing Vogel.

Geslachten die opgenomen zijn in het sinds 1910 verschijnende genealogische naslagwerk Nederland's Patriciaat. Lijst volgens opgave van het CBG Centrum voor familiegeschiedenis.
A · B · C · D · E · F · G · H · I · J · K · L · M · N · O · P · Q · R · S · T · U · V · W · Y · Z